# Gare de Thy-le-Château
La gare de Thy-le-Château est une gare ferroviaire belge de la ligne 111 de Thuillies à Laneffe (voie unique), située dans la section de Thy-le-Château sur le territoire de la commune de Walcourt dans la province de Namur.
Elle est mise en service en 1848 par la Société du chemin de fer de l'Entre-Sambre-et-Meuse et fermée au service des voyageurs en 1960.
La ligne et la gare sont désaffectées du service ferroviaire, la voie ferrée a été réaménagée en ravel et la gare réaffectée en bureau de poste.

## Situation ferroviaire
Établie à 163 mètres d'altitude, la gare de Thy-le-Château était située au point kilométrique (PK) 8,90 de la ligne 111 de Thuillies à Laneffe, entre les gares de Berzée (ouverte) et de Cafonnet (la ligne et les gares sont fermées et désaffectées).

## Histoire

### Première gare
L'étude faite par les ingénieurs de l'État, pour la préparation de la convention de concession du chemin de fer de l'Entre-Sambre-et-Meuse, prévoit un embranchement de la ligne principale allant sur Thy-le-Château et Laneffe. L'ingénieur évalue comme potentiellement important le transport de marchandises en estimant que l'ouverture de la ligne permettra la remise en feu des trois hauts-fourneaux et qu'en outre il y a également des carrières de pierre de taille, de grès ou de pierre à chaux. Thy-le-Château est l'une des dix stations intermédiaires prévues, le coût du mobilier nécessaire pour son installation est évalué à 800 francs.
La station de Thy-le-Château est mise en service le 27 novembre 1848 par la Société du chemin de fer de l'Entre-Sambre-et-Meuse, lorsqu'elle ouvre à l'exploitation les 7,2 kilomètres de la section de Berzée à Laneffe. Elle est établie « sur le site des usines métallurgiques (face à l'ancienne maison communale) ». Il s'agit alors d'une simple halte à vocation industrielle, le trafic est essentiellement celui des marchandises jusqu'en 1875.
En 1895, un bâtiment des recettes et une voie d'évitement sont construits. L'usine de la « société des Hauts fourneaux, forges et aciéries de Thy-le-Château et Marcinelle » est rachetée en 1904 par Louis Piret. Elle est renommée « Usines métallurgiques de Saint-Eloi ».

### Deuxième gare
Après la fin de la Première Guerre mondiale, la production des usines métallurgiques est en progression sous l'impulsion de son nouveau propriétaire. L'industriel a besoin d'espace pour développer son activité et notamment construire un quai de chargement, ce qui nécessite un déplacement de la gare. La construction du nouveau bâtiment en pierre de taille a lieu en 1924.
La gare ferme le service des voyageurs le 2 octobre 1960 lors de l'arrêt de ce trafic sur l'ensemble de la ligne.
L'activité de l'usine est à son maximum jusqu'en 1984 et le service des marchandises perdure sur le tronçon entre les gares de Berzée et Thy-le-Château. L'usine est en faillite en 1987, et la ligne est totalement fermée en 1988. La voie est déposée en 1989.

## Patrimoine ferroviaire
L'ancien bâtiment voyageurs fermé après l'arrêt du service des voyageurs est réutilisé comme école primaire privée, tout en restant la propriété de la SNCB. Après cette activité le bâtiment est de nouveau inutilisé, la Poste le rachète au début des années 1990 et le restaure en respectant son architecture. Il est ensuite ré-affecté, une partie en bureau de Poste et l'autre en centre de tri postal pour la commune de Walcourt. La poste a maintenant déserté les lieux et le bâtiment a été transformé en maison Médicale.